# Jean-Christophe Rufin
Jean-Christophe Rufin (Bourges, 1952. június 28. –) francia író. Pályáját orvosként kezdte, beleértve a humanitárius segítségnyújtással foglalkozó szervezetekben végzett munkáját, valamint dolgozott diplomataként is. Íróként politikai esszékönyvekkel kezdte, majd szépirodalommal folytatta. Több sikeres regényt írt, amelyek nemzetközileg is elismertté tették. A Francia Akadémia tagja lett és több irodalmi díjat és állami kitüntetést kapott.

## Élete és pályája
A Cher megyei Bourges városban töltötte gyermekkorát. Szülei elváltak, amikor egyéves volt, apja pedig elköltözött a városból. Anyja is elment Párizsba, ahol a reklámiparban talált állást. Gyermekét a szüleinél hagyta, akik 10 éves koráig nevelték, majd magához vette Párizsba. Nagyapja orvos volt, az első világháborúban sebesülteket gyógyított, a második világháború alatt pedig a buchenwaldi koncentrációs táborba deportálták, mert ellenállókat bújtatott a házában.
1967-ben történt az első szívátültetés, ami nagy hatással volt a 15 éves fiúra. Akkor határozta el, hogy orvos lesz.
Először 18 éves korában találkozott újra apjával, egy véletlen folytán. Nem jött létre köztük érzelmi kapcsolat.
Miután két párizsi gimnáziumba járt, orvosi tanulmányokat végzett Párizsban. 1975-ben rezidens orvos lett, szakterületeként a neurológiát választotta. Az akkoriban kötelező katonai szolgálat helyett külföldre lehetett menni civil szolgálatra, így a tunéziai Szúsza városba került, ahol a szülészeten dolgozott. A párizsi Politikai Tanulmányok Intézetén is szerzett diplomát 1979-ben.
Mielőtt az írás lett a főfoglalkozása, több területen tevékenykedett, egyes időszakokban párhuzamosan: kórházi orvos, humanitárius küldetések résztvevője, kormánytisztviselő, diplomata és egyetemi oktató is volt.
Neurológusként több párizsi kórházban dolgozott, és orvosként humanitárius küldetésekben is részt vett. Számára az első ilyen 1976-ban, a háború sújtotta Eritreában volt. Később az elsők között lépett be az Orvosok Határok Nélkül segélyszervezetbe, és Afrikában, Latin-Amerikában, a volt Jugoszláviában, a Fülöp-szigeteken stb. vett részt küldetésekben. 1991–1992-ben a szervezet alelnöke volt. Már 1985-ben az Action contre la faim (Cselekvés az Éhezés ellen) szervezet orvosi igazgatója lett. 1994 és 1996 között a francia Vöröskereszt ügyintézője volt, 1999-ben pedig Koszovóban a Première Urgence Internationale (Nemzetközi Elsődleges Segélynyújtás) szervezet ügyintézője. 2003-ban visszatért a Cselekvés az Éhezés ellen szervezethez, és enek elnökeként dolgozott 2006-ig, majd tiszteletbeli elnöke maradt.
1986-ban Jean-Christophe Rufint kormánybeli funkciókba is bevonták. 1988-ig az emberi jogokkal foglalkozó államtitkár tanácsadója volt. 1989-ben diplomata lett, kulturális attasé Franciaország brazíliai nagykövetségén 1990-ig. Ettől az évtől 1993-ig kutatási igazgató volt az Institut de relations internationales et stratégiques (Nemzetközi és Stratégiai Viszonyok Intézete) agytrösztben, majd a védelmi minisztériumban volt tanácsadó a békefenntartási küldetések területén 1994-ig. 1995-ben újból kulturális attasé volt Brazíliában, majd 1996 és 1999 között a francia humanitárius küldetést vezette Bosznia-Hercegovinában. 2007-ben visszatért a diplomáciába nagykövetként Szenegálban és Gambiában, 2010-ig.
Jean-Christophe Rufin docens is volt a Politikai Tanulmányok Intézetében, ahol az emberi jogok és a nemzetközi viszonyok témakörében tanított. Az École de guerre főtiszti főiskolán is tanított a humanitárius segélynyújtás és a békefenntartás témakörében.
Az író első könyve az 1986-ban megjelent Le Piège humanitaire (A humanitárius csapda) című esszé, amelyet még néhány esszé követett, első regénye pedig L'Abyssin (Az abesszin) (1997).
2008-ban Jean-Christophe Rufint tagjai közé választotta a Francia Akadémia.
Ami a magánéletét illeti, az író először 1977-ben házasodott meg, de elvált. 1986-ban második felesége Azeb Gebreyes lett, akit 1976-ban ismert meg az eritreai küldetés közben. Háromszor vált el tőlé és ugyanannyiszor házasodott össze vele újból. Azeb Gebreyes irodalmi ügynök, Jean-Christophe Rufiné is. Az írónak három gyereke van, egy fiú az első feleségétől és két lány a másodiktól.
Tudni még róla, hogy szenvedélye a hegymászás, és hogy az év két harmadát egy Haute-Savoie-megyei faluban tölti.

## Művei
Jean-Christophe Rufin műveiben tevékenységeinek és az általa ismert országok aktuális vagy történelembeli aspektusai tükröződnek.
Első könyvei politikai esszék voltak, egyesek a humanitárius tevékenységével kapcsolatosak:
- Le Piège humanitaire (A humanitárius csapda), 1986
- L’Empire et les nouveaux barbares (Az impérium és az új barbárok), 1992
- La Dictature libérale (A liberális diktatúra), 1994
- L’Aventure humanitaire (A humanitárius kaland), 1994

Az író szépirodalmi művei általában olyan kalandregények, egyesek thriller jellegűek, amelyeknek pszichológiai aspektusai, valamint a szerző politikai és társadalmi kérdésekben való nézeteit tükröző eszmei mondanivalói is vannak.
Egyes regények cselekménye távolabbi vagy közelebbi történelmi korszakokba és országokba helyezettek, és valós eseményeken és személyiségeken alapulnak, amelyek képzeletbeliekkel ötvözöttek.
L’Abyssin (Az abesszin) (1997) alapját XIV. Lajos Abesszíniába (Etiópiába) küldött követének utazásai és kalandjai adják.
Sauver Ispahan (Iszfahán megmentése) (1998) folytatja az előbbi regény főszereplőjének kalandjait, ezúttal Perzsiában.
Rouge Brésil (Brazilvörös) (2001) történelmi forrásokon alapszik, 16. századbeli francia kisérletet idéz fel Brazíliában való gyarmat sikertelen létrehozására a vallási fanatizmus miatt, egyrészt katolikusok és protestánsok közötti, másrészt a protestantizmus különböző irányzatai közötti konfliktusok körülményei között. Megjelenik a regényben a kor európai civilizáció és a bennszülöttek civilizációja közötti ellentét is.
Le Grand Cœur (A nagy Cœur) regényesen kezeli a valóban élt Jacques Cœur, a 15. századbeli Franciaország leggazdagabb francia emberének az életútját.
Le Collier rouge (A piros nyakörv) közvetlenül az első világháború utáni Franciaországba helyezett cselekményű regény. Központjában egy katona és hű kutyája sorsa áll.
Le Tour du monde du roi Zibeline (Vad tengereken) (2017) Benyovszky Móric életútját követi képzeletbeli elemekkel kiegészített olyan információk alapján, amelyek fennmaradt forrásokból származnak.
Egyéb regények cselekménye a 20. század vége felé és a 21. században zajlik. Egyeseknek bűnügyi regény vagy thriller jellegük van.
Les Causes perdues (Vesztett ügyek) (1999) kerete egy, a háború sújtotta Eritreában tevékenykedő humanitárius küldetés. A regényben ennek a nagypolitikai húzások és a belső presztízsharcok okozta ellentmondásai tükröződnek.
La Salamandre (A szalamandra) (2005) főszereplője egy francia nő, aki Brazíliában telepedik le. Itt a gazdagsága és szegénysége, erőszakossága és szépsége révén visszataszító és ugyanakkor vonzó ország valóságával kerül szembe.
Le Parfum d’Adam (Ádám illata) (2007) thriller, amelyben a Providence magánnyomozó iroda feltárja szélsőséges környezetvédők az emberi faj elleni összeesküvését. Ez a Les enquêtes de Providence (A Previdence nyomozásai) sorozat első regénye.
Katiba (2010) a sorozat második thrillere, amelyben az akció az Al-Káida terrorista szervezet magrebi ága ellen irányul, miután ez turistákat gyilkolt meg.
Check-point (2015) pszichológiai thriller. Ebben a háborúban álló Boszniába ment francia humanitárius szállítmányt változtat meg egyik résztvevője nem humanitárius célokra a többiek tudta nélkül.
Les Sept Mariages d'Edgar et Ludmilla (Edgar és Ludmilla hét házassága) (2019) egy francia férfi és egy ukrán nő az 1950-es évektől a 2000-es évekig végigkísért szerelmi története több országon át.
Les Flammes de pierre (A kőlángok) (2021) is szerelmi történet egy hegyi túravezető és egy párizsi bank fontos embereként dolgozó nő között. A hegyeknek és a hegymászásnak fontos szerepe van benne.
D'or et de jungle (Arany és dzsungel) (2024) azt írja le, hogy nagy nemzetközi vállalatok egy országot tesznek magukévá egy államcsínyek szervezésére szakosodott jó pénzért alkalmazott magánügynökség révén, amely széleskörűen használja erre a célra az internetet.
2018-ban az író elindította a Les énigmes d'Aurel le consul (Aurel a konzul nyomozásai) című sorozatát. Főszereplője a kommunista Romániából Franciaországba kivándorolt és ott többnyire akarata ellenére diplomatává vált Aurel Timescu. A lehető legkevesebbet dolgozik konzulként, a magának való zongorázásnak él, kétbalkezes, Columbora emlékeztető a külseje, lenézik a felettesei. Igazságérzetétől vezérelve olyan emberölési eseteket old meg, amelyeket az erre hivatott szervek nem tudnak vagy nem akarnak kinyomozni. Nem ismerik el az érdemeit és mindegyik eset után egy másik országba helyezik át. 2022-ig öt regény jelent meg ebben a sorozatban:
- Le Suspendu de Conakry (A conakryi felakasztott), 2018;
- Les trois femmes du consul (A konzul három nője), 2019;
- Le Flambeur de la Caspienne (A Kaszpi-tengeri játékos), 2020;
- La Princesse au petit moi (A kis egójú hercegnő), 2021;
- Notre otage à Acapulco (Acapulcói túszunk), 2022;
- Le Revenant d'Albanie (Az Albániai kísértet), 2025.

Jean-Christophe Rufin egy disztópiát is írt, Globalia címmel (2004). Színhelye a fél világra kiterjedt állam, amely jólétet és biztonságot nyújt lakóinak, amennyiben nem ellenkeznek rendszerével. Fennmaradása érdekében ellenségekként mutatja be az általa nem uralt népességeket, hogy egységben tartsa lakosságát.
Az írónak egy novelláskötete is megjelent Sept Histoires qui reviennent de loin (Messziről visszatért hét história) címmel 2011-ben.
A szerző nem fikciós, de irodalmi stílusú konyveket is megjelentetett:
- Un léopard sur le garrot. Chroniques d’un médecin nomade (Leopárd a nyakszirten. Egy nomád orvos krónikái), 2008 – önéletírás;[2]
- Immortelle randonnée. Compostelle malgré moi (Halhatatlan vándorút. Compostela akaratom ellenére), 2013 – az egyik Szent Jakab-út megtételének a leírása;[28]
- Montagnes humaines (Emberies hegyek), 2021 – beszélgetések Fabrice Lardreau(wd) íróval a barátokkal való hegymászás értékeiről.[29]
- Un été avec Alexandre Dumas (Egy nyár Alexandre Dumas-val), 2025 – id. Alexandre Dumas életrajza.

## Fogadtatása
Jean-Christophe Rufin művei általában sikernek örvendenek az olvasó közönség körében, és a kritika pozitívan értékeli őket. Jelentős elismerése az irodalmi értéküknek az, hogy az író a Francia Akadémia tagja lett. Több-kevesebb könyvét több mint 20 országban fordították le. Magyarul megjelentek:
- Az abesszin. Budapest: Európa, 2000 ISBN 9630768410. Fordította Nagy Nóra;[13]
- Iszfahán megmentése. Európa, 2002. ISBN 9630772671. Fordította Vargyas Zoltán;[14]
- Brazilvörös. Európa, 2004. ISBN 9630776464. Fordította Vargyas Zoltán;[15]
- Vesztett ügyek. Európa, 2007. ISBN 9789630782685 Fordította Nagy Nóra;[19]
- Vad tengereken. Budapest: Libri, 2019. ISBN 9789634336365. Fordította Pacskovszki Zsolt.[18]

Az író két művét vitték képernyőre:
- Rouge Brésil (Brazilvörös) (2012) – tévésorozat;[30]
- Le collier rouge (A piros nyakörv) (2018) – mozifilm.[31]

Több művét irodalmi díjakkal tüntették ki:
- 1994 – La Dictature libérale – Jean-Jacques Rousseau-díj(wd);
- 1997 – L’Abyssin – Méditerranée-díj(wd) és Első regénynek járó Goncourt-díj(wd);
- 1999 – Les Causes perdues – Erwan-Bergot-díj(wd) és Interallié-díj(wd);
- 2001 – Rouge Brésil – Goncourt-díj;
- 2013 – Immortelle Randonnée. Compostelle malgré moi – Nomad's-díj;[33]
- 2014 – Immortelle Randonnée. Compostelle malgré moi – Pierre Loti-díj;

– Le Collier rouge – Maurice Genevoix-díj;
- 2015 – Check point – Grand Témoin-díj;[34]
- 2018 – Le Suspendu de Conakry – Arsène Lupin-díj.[35]

## Egyéb kitüntetései
- 2006 – a kanadai Laval Egyetem díszdoktori címe;[36]
- 2013 – a Becsületrend tiszti rangja;[37]
- 2021 – a Művészetek és Irodalom Érdemrendjének parancsnoki fokozata és a rend tanácsának tagsága.[38]